# Duke Ellington and John Coltrane
Albums de Duke Ellington
Paris Blues (Ryko)
(1961) Duke Ellington Meets Coleman Hawkins
(1963)
Duke Ellington and John Coltrane est un album jazz de Duke Ellington et de John Coltrane paru en 1963.

## Historique
Alors que Coltrane vient de bouleverser le jazz en créant successivement Giant Steps (1959), My Favorite Things (1960), Olé Coltrane et Africa/Brass (1961), il s'offre un moment de répit en rejoignant Duke Ellington pour cet album intimiste, enregistré durant la production de l'album Ballads. 
 À noter la remarquable relecture du standard In a Sentimental Mood ; les volutes de saxophone sur Stevie ; les dérapages « contrôlés » de Coltrane sur Take The Coltrane ; la belle ballade ellingtonnienne Angelica et, sur Big Nick, l'hommage de Coltrane à George Nicholas, un saxophoniste qu'il avait côtoyé chez Dizzy Gillespie.
Une profonde harmonie entre deux visionnaires du jazz : le lyrisme chez Coltrane, la discrétion et l’efficacité chez Duke Ellington.

« Il s'agit de la rencontre de deux générations : Duke Ellington, le pianiste aristocrate du jazz, et John Coltrane, le jeune loup du saxophone, celui qui pourrait être largement son fils et qui est en train d'emmener la musique de son glorieux aîné vers des contrées insoupçonnées. La rencontre se passe bien, dominée par le respect mutuel et le plaisir de jouer, et le disque qui en résulte ne déçoit personne. Chacun a amené sa rythmique pour se sécuriser. Bien sûr, Ellington est l'auteur de cinq des sept titres, et l'un des deux autres est un thème de son fidèle acolyte Billy Strayhorn, mais il s'agit vraiment d'un album de Coltrane et du "Duke" »

— Coltrane, Pascal Bussy, Librio, 1999.

## Titres
1. In A Sentimental Mood 4:14 (Mills - Ellington - Kurtz)
2. Take the Coltrane 4:42 (Ellington)
3. Big Nick 4:27 (Coltrane)
4. Stevie 4:22 (Ellington)
5. My Little Brown Book 5:20 (Strayhorn)
6. Angelica 6:00 (Ellington)
7. The Feeling Of Jazz 6:00 (Ellington, Troup, Simon)

## Musiciens
- Duke Ellington - piano
- John Coltrane - saxophones ténor et soprano
- Jimmy Garrison - contrebasse  (titres 2, 3, 6)
- Aaron Bell - contrebasse  (titres 1, 4, 5, 7)
- Elvin Jones - batterie  (titres 1-3, 6)
- Sam Woodyard - batterie  (titres 4, 5, 7)